# Участь українців в ефіопо-еритрейському конфлікті
Участь українців в ефіопо-еритрейському конфлікті відзначається діяльністю військових радників ЗСУ та найманців при ЗС Еритреї та ЗС Ефіопії. 
У 1998 році група еритрейських пілотів пройшла прискорений курс навчання на нову техніку в українських навчальних центрах. Для обслуговування еритрейських ВПС в країну прибули українські та болгарські техніки. Українці також виступили в ролі пілотів-інструкторів. Одночасно вони займалися перевезенням озброєння і військовою технікою, що поставляється в Еритрею третіми державами.
За даними видання «Независимая газета», на березень 2000 року в Еритреї перебувало близько 300 українців. Після закінчення війни, газета «Собеседник» у травні 2001 року повідомила про участь у конфлікті на боці Еритреї не більше 20-30 пілотів і стільки ж наземних військових.
Згідно з деякою інформацією, українські фахівці могли вступати в бої з громадянами колишніх радянських республік, які воювали на боці ефіопів, зокрема, з росіянами. Зі слів Олександра Мішина, співзасновника Українського Центру дослідження Африки, фактично всі льотчики ворогуючих сторін були з України і Росії, вступаючи в сутички один з одним. Він навіть назвав події 1998—2000 років «першою російсько-українською війною». Журналіст Вадим Андрюхін згадував, що американська розвідка тоді нібито перехопила радіопереговори, які вели між собою пілоти ворогуючих сторін. Всі вони говорили російською мовою і матюкалися. Як зазначали інші джерела, це не перший подібний випадок. Російські та українські наймані фахівці вже стикалися як один з одним, так і між собою в Анголі.
Варто відзначити, що і на боці Ефіопії боролася деяка кількість українців. Так, наприклад, українські інженери налагоджували систему ППО для захисту ефіопської столиці і прикордонного міста Мекеле.